# Olympische Sommerspiele 2004/Teilnehmer (Spanien)
| Gelbes Symbol für Goldmedaillen mit stilisierten Olympischen Ringen | Graues Symbol für Silbermedaillen mit stilisierten Olympischen Ringen | Braundes Symbol für Bronzemedaillen mit stilisierten Olympischen Ringen |
| ------------------------------------------------------------------- | --------------------------------------------------------------------- | ----------------------------------------------------------------------- |
| 3                                                                   | 11                                                                    | 6                                                                       |

Spanien nahm bei den Olympischen Sommerspielen in der griechischen Hauptstadt Athen mit 317 Sportlern, 140 Frauen und 177 Männern, teil.
Seit 1900 war es die 20. Teilnahme Spaniens bei Olympischen Sommerspielen.

## Flaggenträger
Die Judoka Isabel Fernández trug die Flagge Spaniens während der Eröffnungsfeier im Olympiastadion; bei der Schlussfeier wurde sie vom Kanuten und zweifachen Medaillengewinner David Cal getragen.

## Medaillengewinner
Mit drei gewonnenen Gold-, elf Silber- und sechs Bronzemedaillen belegte das spanische Team Platz 20 im Medaillenspiegel.

### Gold
| Name/n                           | Sportart | Wettkampf                          |
| -------------------------------- | -------- | ---------------------------------- |
| David Cal                        | Kanu     | Männer, Einer-Canadier, 1000 Meter |
| Xabier Fernández & Iker Martínez | Segeln   | 49er                               |
| Gervasio Deferr                  | Turnen   | Männer, Pferdsprung                |

### Silber
| Name/n                                                                  | Sportart        | Wettkampf                           |
| ----------------------------------------------------------------------- | --------------- | ----------------------------------- |
| David Cal                                                               | Kanu            | Männer, Einer-Canadier, 500 Meter   |
| Paquillo Fernández                                                      | Leichtathletik  | Männer, 20 Kilometer Gehen          |
| Juan Llaneras                                                           | Radsport        | Männer, Punktefahren                |
| José Antonio Escuredo                                                   | Radsport        | Männer, Keirin                      |
| José Antonio Hermida                                                    | Radsport        | Männer, Mountainbike, Cross-Country |
| Beatriz Ferrer-Salat, Juan Antonio Jimenez, Ignacio Rambla, Rafael Soto | Reiten          | Dressur, Mannschaft                 |
| María Quintanal                                                         | Schießen        | Frauen, Trap                        |
| Rafael Trujillo                                                         | Segeln          | Finn-Dinghy                         |
| Sandra Azón, Natalia Vía Dufresne                                       | Segeln          | Frauen, 470er                       |
| Conchita Martínez, Virginia Ruano Pascual                               | Tennis          | Frauen, Doppel                      |
| Javier Bosma, Pablo Herrera                                             | Beachvolleyball | Herrenturnier                       |

### Bronze
| Name/n                                                      | Sportart       | Wettkampf                     |
| ----------------------------------------------------------- | -------------- | ----------------------------- |
| Manuel Martínez Gutiérrez                                   | Leichtathletik | Männer, Kugelstoßen           |
| Joan Lino Martínez                                          | Leichtathletik | Männer, Weitsprung            |
| Sergi Escobar                                               | Radsport       | Männer, Einzelverfolgung      |
| Carlos Castaño, Sergi Escobar, Asier Maeztu, Carlos Torrent | Radsport       | Männer, Mannschaftsverfolgung |
| Beatriz Ferrer-Salat                                        | Reiten         | Dressur, Einzel               |
| Patricia Moreno                                             | Turnen         | Frauen, Boden                 |

## Teilnehmer nach Sportarten

### Badminton
- José Antonio Crespo
Männer, Doppel: 17. Platz

- Sergio Llopis
Männer, Einzel: 17. Platz
Männer, Doppel: 17. Platz

### Basketball
- Herrenteam
7. Platz

- Kader
José Manuel Calderón
Jaume Comas
Roberto Dueñas
Rudy Fernández
Rodrigo de la Fuente
Jorge Garbajosa
Pau Gasol
Iker Iturbe
Carlos Jiménez
Juan Carlos Navarro
Felipe Reyes
Óscar Yerba

- Damenteam
6. Platz

- Kader
Elisa Aguilar
Sonia Blanco
Elisabeth Cebrián
Marta Fernández
Marina Ferragut
Begoña García
Nuria Martínez
Laia Palau
Lucila Pascua
Ingrid Pons
Rosa Sánchez
Amaya Valdemoro

### Bogenschießen
- Almudena Gallardo
Frauen, Einzel: 13. Platz

- Felipe López
Männer, Einzel: 46. Platz

### Fechten
- Fernando Medina
Männer, Säbel, Einzel: 21. Platz

### Gewichtheben
- Santiago Martínez
Männer, Mittelschwergewicht: 9. Platz

- Gema Peris
Frauen, Fliegengewicht: 12. Platz

### Handball
- Herrenteam
7. Platz

- Kader
David Barrufet
Jon Belaustegui
Manuel Colón
Talant Dujshebaev
Alberto Entrerríos
Juanín García
Mateo Garralda
Fernando Hernández
José Javier Hombrados
Demetrio Lozano
Xavier O’Callaghan
Antonio Ortega
Juan Pérez
Iker Romero
Rolando Uríos

- Damenteam
6. Platz

- Kader
Patricia Alonso
Vanessa Amorós
Maite Teresa Andreu
Diana Box
Susana Fraile
Soraya García
Cristina Gómez
Cristina López
Elisabeth López
Marta Mangué
Noelia Oncina
Isabel Ortuño
Susana Pareja
Montse Puche
Eugenia Sánchez

### Hockey
- Herrenteam
4. Platz

- Kader
Eduardo Aguilar
David Alegre
Ramón Alegre
Pol Amat
Javier Bruses
Juan Escarré
Àlex Fàbregas
Kiko Fábregas
Santi Freixa
Rodrigo Garza
Bernardino Herrera
Xavier Ribas
Albert Sala
Pep Sánchez
Víctor Sojo
Eddie Tubau

- Damenteam
10. Platz

- Kader
Silvia Bonastre
Nuria Camón
María del Carmen Martín
Erdoitza Goikoetxea
Lucía López
Maider Luengo
Bárbara Malda
María del Mar Feito
Silvia Muñoz
Ana Raquel Pérez
Marta Prat
María Jesús Rosa
Mónica Rueda
Maider Tellería
Esther Termens
Rocío Ybarra

### Judo
- David Alarza
Männer, Mittelgewicht: 1. Runde

- Sara Álvarez
Frauen, Halbmittelgewicht: 1. Runde

- Cecilia Blanco
Frauen, Mittelgewicht: 7. Platz

- Ricardo Echarte
Männer, Halbmittelgewicht: 1. Runde

- Isabel Fernández
Frauen, Leichtgewicht: 5. Platz

- Óscar Peñas
Männer, Superleichtgewicht: 5. Platz

- Aytami Ruano
Männer, Schwergewicht: 1. Runde

- Esther San Miguel
Frauen, Halbschwergewicht: Viertelfinale

- Kenji Uematsu
Männer, Ultraleichtgewicht: 5. Platz

- Kiyoshi Uematsu
Männer, Leichtgewicht: 1. Runde

### Kanu
- Pablo Baños
Männer, Zweier-Kajak, 1000 Meter: Halbfinale

- José Alfredo Bea
Männer, Zweier-Canadier, 500 Meter: Halbfinale
Männer, Zweier-Canadier, 1000 Meter: 7. Platz

- David Cal
Männer, Canadier-Einer, 500 Meter: Silber 
Männer, Canadier-Einer, 1000 Meter: Gold

- María Isabel García
Frauen, Vierer-Kajak, 500 Meter: 5. Platz

- Javier Hernanz
Männer, Zweier-Kajak, 1000 Meter: Halbfinale

- Carles Joanmartí
Männer, Einer-Kajak, Slalom: 11. Platz

- Francisco Llera
Männer, Zweier-Kajak, 500 Meter: 6. Platz

- Beatriz Manchón
Frauen, Zweier-Kajak, 500 Meter: 5. Platz
Frauen, Vierer-Kajak, 500 Meter: 5. Platz

- David Mascató
Männer, Zweier-Canadier, 500 Meter: Halbfinale
Männer, Zweier-Canadier, 1000 Meter: 7. Platz

- Carlos Pérez
Männer, Einer-Kajak, 500 Meter: Halbfinale

- Teresa Portela
Frauen, Zweier-Kajak, Slalom: 5. Platz
Frauen, Vierer-Kajak, Slalom: 5. Platz

- Jordi Sangrá
Männer, Einer-Canadier, Slalom: 7. Platz

- Jana Šmidáková
Frauen, Vierer-Kajak, 500 Meter: 5. Platz

- Damián Vindel
Männer, Zweier-Kajak, 500 Meter: 6. Platz

### Leichtathletik
- María Abel
Frauen, Marathon: 26. Platz

- Naroa Agirre
Frauen, Stabhochsprung: 6. Platz

- Glory Alozie
Frauen, 100 Meter Hürden: Halbfinale

- Ruth Beitia
Frauen, Hochsprung: 16. Platz in der Qualifikation

- Javier Bermejo
Männer, Hochsprung: 31. Platz in der Qualifikation

- David Canal
Männer, 200 Meter: Viertelfinale
Männer, 400 Meter: Vorläufe
Männer, 4 × 400 Meter: Vorläufe

- Berta Castells
Frauen, Hammerwurf: 23. Platz in der Qualifikation

- Carles Castillejo
Männer, 5000 Meter: Vorläufe

- Carlota Castrejana
Frauen, Dreisprung: 18. Platz in der Qualifikation

- Dana Cervantes
Frauen, Stabhochsprung: In der Qualifikation ausgeschieden

- Mercedes Chilla
Frauen, Speerwurf: 22. Platz in der Qualifikation

- José David Domínguez
Männer, 20 Kilometer Gehen: 37. Platz

- Reyes Estévez
Männer, 1500 Meter: 7. Platz

- Álvaro Fernández
Männer, 1500 Meter: Halbfinale

- Francisco Javier Fernández
Männer, 20 Kilometer Gehen: Silber

- Nuria Fernández
Frauen, 1500 Meter: Halbfinale

- Luis María Flores
Männer, 4 × 400 Meter: Vorläufe

- Rocío Florido
Frauen, 20 Kilometer Gehen: 30. Platz

- Iris Fuentes-Pila
Frauen, 1500 Meter: Halbfinale

- Carlos García
Männer, 5000 Meter: Vorläufe

- Jesús Ángel García
Männer, 50 Kilometer Gehen: 5. Platz

- Roberto García
Männer, 5000 Meter: Vorläufe

- Mayte Gargallo
Frauen, 20 Kilometer Gehen: disqualifiziert

- Javier Gazol
Männer, Stabhochsprung: 28. Platz in der Qualifikation

- David Gómez
Männer, Zehnkampf: 22. Platz

- José Antonio González Linares
Männer, 50 Kilometer Gehen: 33. Platz

- Juan Carlos Higuero
Männer, 1500 Meter: Halbfinale

- Antonio Jiménez
Männer, 3000 Meter Hindernis: 14. Platz

- Yago Lamela
Männer, Weitsprung: 11. Platz

- Aliuska López
Frauen, 100 Meter Hürden: Vorläufe

- Eliseo Martín
Männer, 3000 Meter Hindernis: 9. Platz

- Luis Miguel Martín
Männer, 3000 Meter Hindernis: 5. Platz

- Joan Lino Martínez
Männer, Weitsprung: Bronze

- José Manuel Martínez
Männer, 10.000 Meter: 9. Platz

- Manuel Martínez
Männer, Kugelstoßen: Bronze

- Mayte Martínez
Frauen, 800 Meter: Halbfinale

- Alice Matějková
Frauen, Diskuswurf: 35. Platz in der Qualifikation

- Marta Mendía
Frauen, Hochsprung: 10. Platz

- Juan Manuel Molina
Männer, 20 Kilometer Gehen: 5. Platz

- Niurka Montalvo
Frauen, Weitsprung: In der Qualifikation ausgeschieden

- Cora Olivero
Frauen, 400 Meter Hürden: Vorläufe

- Manuel Olmedo
Männer, 800 Meter: Vorläufe

- Antoni Peña
Männer, Marathon: 18. Platz

- Santiago Pérez
Männer, 50 Kilometer Gehen: 8. Platz

- Mario Pestano
Männer, Diskuswurf: 12. Platz in der Qualifikation

- María Dolores Pulido
Frauen, Marathon: 37. Platz

- Miguel Quesada
Männer, 800 Meter: Vorläufe

- Irache Quintanal
Frauen, Kugelstoßen: 29. Platz in der Qualifikation

- Antonio Reina
Männer, 800 Meter: Halbfinale
Männer, 4 × 400 Meter: Vorläufe

- Julio Rey
Männer, Marathon: 58. Platz

- José Ríos
Männer, Marathon: 27. Platz

- Eduardo Iván Rodríguez
Männer, 400 Meter Hürden: Halbfinale
Männer, 4 × 400 Meter: Vorläufe

- Natalia Rodríguez
Frauen, 1500 Meter: 10. Platz

- Beatriz Ros
Frauen, Marathon: 32. Platz

- María Vascó
Frauen, 20 Kilometer Gehen: 7. Platz

- Felipe Vivancos
Männer, 110 Meter Hürden: Halbfinale

### Radsport
- Iván Álvarez
Männer, Mountainbike, Cross-Country: 16. Platz

- Miguel Alzamora
Männer, Madison: 6. Platz

- Igor Astarloa
Männer, Straßenrennen, Einzel: DNF

- Carlos Castaño
Männer, 4000 Meter Einzelverfolgung: 12. Platz
Männer, 4000 Meter Mannschaftsverfolgung: Bronze

- Rubén Donet
Männer, 1000 Meter Einzelzeitfahren: 12. Platz

- Sergi Escobar
Männer, 4000 Meter Einzelverfolgung: Bronze 
Männer, 4000 Meter Mannschaftsverfolgung: Bronze

- José Antonio Escuredo
Männer, Keirin: Silber 
Männer, Sprint, Mannschaft: 7. Platz

- Óscar Freire Gomez
Männer, Straßenrennen, Einzel: DNF

- Marga Fullana
Frauen, Mountainbike, Cross-Country: DNF

- Igor González de Galdeano
Männer, Straßenrennen, Einzel: DNF
Männer, Einzelzeitfahren: 8. Platz

- José Iván Gutiérrez
Männer, Straßenrennen, Einzel: DNF
Männer, Einzelzeitfahren: 15. Platz

- José Antonio Hermida
Männer, Mountainbike, Cross-Country: Silber

- Eneritz Iturriagaextebarria
Frauen, Straßenrennen, Einzel: 34. Platz

- Joan Llaneras
Männer, Punktrennen: Silber 
Männer, Madison: 6. Platz

- Asier Maeztu
Männer, 4000 Meter Mannschaftsverfolgung: Bronze

- Salvador Meliá
Männer, Sprint, Mannschaft: 7. Platz

- Gema Pascual
Frauen, Punktefahren: 7. Platz

- Dori Ruano
Frauen, Einzelzeitfahren: DNF
Frauen, Punkterennen: 18. Platz

- Joane Somarriba
Frauen, Straßenrennen, Einzel: 7. Platz
Frauen, Einzelzeitfahren: 7. Platz

- Carlos Torrent
Männer, 4000 Meter Mannschaftsverfolgung: Bronze

- Alejandro Valverde
Männer, Straßenrennen, Einzel: 44. Platz

- José Antonio Villanueva
Männer, Sprint, Einzel: 9. Platz
Männer, Keirin: Viertelfinale
Männer, Sprint, Mannschaft: 7. Platz

### Reiten
- Beatriz Ferrer-Salat
Dressur, Einzel: Bronze 
Dressur, Mannschaft: Silber

- Juan Antonio Jiménez
Dressur, Einzel: 12. Platz
Dressur, Mannschaft: Silber

- Ignacio Rambla
Dressur, Einzel: 41. Platz
Dressur, Mannschaft: Silber

- Rafael Soto Andrade
Dressur, Einzel: 8. Platz
Dressur, Mannschaft: Silber

### Rhythmische Sportgymnastik
- Almudena Cid
Einzel: 8. Platz

- Sonia Abejón, Barbara González, Marta Linares, Isabel Pagán, Carolina Rodríguez & Nuria Velasco
Mannschaft: 7. Platz

### Ringen
- José Alberto Recuero
Männer, Mittelgewicht, griechisch-römisch: 9. Platz

- Moisés Sánchez
Männer, Weltergewicht, griechisch-römisch: 16. Platz

### Rudern
- Nuria Domínguez
Frauen, Einer: 6. Platz

- Rubén Álvarez & Juan Zunzunegui
Männer, Leichtgewichts-Doppelzweier: 8. Platz

- Teresa Mas & Eva Mirones
Frauen, Leichtgewichts-Doppelzweier: 11. Platz

- Mario Arranz, Alberto Domínguez, Jesús González & Carlos Loriente
Männer, Leichtgewichts-Doppelvierer: 12. Platz

### Schießen
- José Antonio Colado
Männer, Luftpistole: 33. Platz
Männer, Freie Pistole: 34. Platz

- Isidro Lorenzo
Männer, Luftpistole: 42. Platz
Männer, Freie Pistole: 8. Platz

- María del Pilar Fernández
Frauen, Luftpistole: 30. Platz
Frauen, Sportpistole: 13. Platz

- María Quintanal
Frauen, Trap: Silber 
Frauen, Soppeltrap: 13. Platz

### Schwimmen
- Melissa Caballero
Frauen, 4 × 100 Meter Freistil: 14. Platz
Frauen, 4 × 200 Meter Freistil: 6. Platz

- Eduardo Lorente
Männer, 50 Meter Freistil: 23. Platz
Männer, 100 Meter Freistil: 30. Platz

- Javier Noriega
Männer, 50 Meter Freistil: 13. Platz

- Ana Belén Palomo
Frauen, 50 Meter Freistil: 21. Platz
Frauen, 4 × 100 Meter Freistil: 14. Platz

- María Peláez
Frauen, 200 Meter Schmetterling: 15. Platz
Frauen, 4 × 100 Meter Lagen: 7. Platz

- Sara Pérez
Frauen, 400 Meter Lagen: 7. Platz

- Arantxa Ramos
Frauen, 400 Meter Freistil: 23. Platz
Frauen, 4 × 200 Meter Freistil: 6. Platz

- Marcos Rivera
Männer, 400 Meter Freistil: 19. Platz

- Laura Roca
Frauen, 4 × 100 Meter Freistil: 14. Platz

- Tatiana Rouba
Frauen, 4 × 100 Meter Freistil: 14. Platz
Frauen, 4 × 200 Meter Freistil: 6. Platz
Frauen, 4 × 100 Meter Lagen: 7. Platz

- Jorge Sánchez
Männer, 200 Meter Rücken: 13. Platz

- Erika Villaécija
Frauen, 400 Meter Freistil: 18. Platz
Frauen, 800 Meter Freistil: 5. Platz
Frauen, 4 × 200 Meter Freistil: 6. Platz

- Roser Vives
Frauen, 200 Meter Schmetterling: 19. Platz

- Aschwin Wildeboer
Männer, 100 Meter Rücken: 35. Platz
Männer, 200 Meter Rücken: 29. Platz

- Olaf Wildeboer
Männer, 200 Meter Freistil: 15. Platz

- Nina Zhivanevskaya
Frauen, 100 Meter Rücken: 5. Platz
Frauen, 4 × 100 Meter Lagen: 7. Platz

### Segeln
- Neus Garriga
Frauen, Europe: 13. Platz

- Blanca Manchón
Frauen, Windsurfen: 8. Platz

- Luis Martínez
Laser: 10. Platz

- Iván Pastor
Männer, Windsurfen: 12. Platz

- Rafael Trujillo
Männer, Finn-Dinghy: Silber

- Pablo Arrarte & Chuny Bermúdez
Männer, Star: 10. Platz

- Sandra Azón & Natalia Vía Dufresne
Frauen, 470er: Silber

- Xabier Fernández & Iker Martínez
49er: Gold

- Gustavo Martínez & Dimas Wood
Männer, 470er: 20. Platz

- Mónica Azón, Graciela Pisonero & Marina Sánchez
Frauen, Yngling: 12. Platz

- Fernando Echávarri, Iván Pastor & Antón Paz
Soling: 8. Platz

### Synchronschwimmen
- Gemma Mengual & Paola Tirados
Frauen, Duett: 4. Platz

- Raquel Corral, Andrea Fuentes, Tina Fuentes, Gemma Mengual, Ana Montero, Irina Rodríguez, Alicia Sanz, Ione Serrano & Paola Tirados
Frauen, Mannschaft: 4. Platz

### Taekwondo
- Jon García
Männer, Schwergewicht: 7. Platz

- Juan Antonio Ramos
Männer, Fliegengewicht: 4. Platz

- Sonia Reyes
Frauen, Federgewicht: 4. Platz

- Brigitte Yagüe
Frauen, Fliegengewicht: 10. Platz

### Tennis
- Juan Carlos Ferrero
Männer, Einzel: 17. Platz

- Feliciano López
Männer, Einzel: 9. Platz
Männer, Doppel: 17. Platz

- Conchita Martínez
Frauen, Einzel: 33. Platz
Frauen, Doppel: Silber

- Anabel Medina
Frauen, Einzel: 33. Platz
Frauen, Doppel: 17. Platz

- Carlos Moyá
Männer, Einzel: 5. Platz
Männer, Doppel: 17. Platz

- Rafael Nadal
Männer, Doppel: 17. Platz

- Tommy Robredo
Männer, Einzel: 9. Platz
Männer, Doppel: 17. Platz

- Vivi Ruano
Frauen, Doppel: Silber

- María Antonia Sánchez
Frauen, Einzel: 33. Platz

- Arantxa Sánchez Vicario
Frauen, Doppel: 17. Platz

- Magui Serna
Frauen, Einzel: 33. Platz

### Tischtennis
- He Zhiwen
Männer, Einzel: 33. Platz

### Triathlon
- Ana Burgos
Frauen: 7. Platz

- Pilar Hidalgo
Frauen: 13. Platz

- Eneko Llanos
Männer: 20. Platz

- Xavier Llobet
Männer: DNF

- Ainhoa Murúa
Frauen: 24. Platz

- Iván Raña
Männer: 23. Platz

### Turnen
- Alejandro Barrenechea
Männer, Einzelmehrkampf: 30. Platz
Männer, Mannschaftsmehrkampf: 10. Platz in der Qualifikation
Männer, Boden: 40. Platz in der Qualifikation
Männer, Pferdsprung: 62. Platz in der Qualifikation
Männer, Barren: 63. Platz in der Qualifikation
Männer, Reck: 53. Platz in der Qualifikation
Männer, Ringe: 54. Platz in der Qualifikation
Männer, Seitpferd: 64. Platz in der Qualifikation

- Laura Campos
Frauen, Einzelmehrkampf: 82. Platz in der Qualifikation
Frauen, Mannschaftsmehrkampf: 5. Platz
Frauen, Pferdsprung: 79. Platz in der Qualifikation
Frauen, Stufenbarren: 44. Platz in der Qualifikation
Frauen, Schwebebalken: 72. Platz in der Qualifikation

- Víctor Cano
Männer, Einzelmehrkampf: 40. Platz
Männer, Mannschaftsmehrkampf: 10. Platz in der Qualifikation
Männer, Boden: 53. Platz in der Qualifikation
Männer, Pferdsprung: 68. Platz in der Qualifikation
Männer, Barren: 74. Platz in der Qualifikation
Männer, Reck: 78. Platz in der Qualifikation
Männer, Ringe: 39. Platz in der Qualifikation
Männer, Seitpferd: 5. Platz

- Jesús Carballo
Männer, Einzelmehrkampf: 87. Platz
Männer, Mannschaftsmehrkampf: 10. Platz in der Qualifikation
Männer, Barren: 55. Platz in der Qualifikation
Männer, Reck: 69. Platz in der Qualifikation
Männer, Seitpferd: 52. Platz in der Qualifikation

- Oriol Combarros
Männer, Einzelmehrkampf: 37. Platz
Männer, Mannschaftsmehrkampf: 10. Platz in der Qualifikation
Männer, Boden: 46. Platz in der Qualifikation
Männer, Pferdsprung: 48. Platz in der Qualifikation
Männer, Barren: 72. Platz in der Qualifikation
Männer, Reck: 77. Platz in der Qualifikation
Männer, Ringe: 27. Platz in der Qualifikation
Männer, Seitpferd: 16. Platz in der Qualifikation

- Gervasio Deferr
Männer, Einzelmehrkampf: 91. Platz
Männer, Mannschaftsmehrkampf: 10. Platz in der Qualifikation
Männer, Boden: 4. Platz
Männer, Pferdsprung: Gold

- Tania Gener
Frauen, Einzelmehrkampf: 71. Platz in der Qualifikation
Frauen, Mannschaftsmehrkampf: 5. Platz
Frauen, Boden: 43. Platz in der Qualifikation
Frauen, Pferdsprung: 25. Platz in der Qualifikation
Frauen, Stufenbarren: 11. Platz in der Qualifikation

- Elena Gómez
Frauen, Einzelmehrkampf: 8. Platz
Frauen, Mannschaftsmehrkampf: 5. Platz
Frauen, Boden: 10. Platz in der Qualifikation
Frauen, Pferdsprung: 39. Platz in der Qualifikation
Frauen, Stufenbarren: 18. Platz in der Qualifikation
Frauen, Schwebebalken: 54. Platz in der Qualifikation

- Rafael Martínez
Männer, Einzelmehrkampf: 5. Platz
Männer, Mannschaftsmehrkampf: 10. Platz in der Qualifikation
Männer, Boden: 25. Platz in der Qualifikation
Männer, Pferdsprung: 41. Platz in der Qualifikation
Männer, Barren: 49. Platz in der Qualifikation
Männer, Reck: 16. Platz in der Qualifikation
Männer, Ringe: 19. Platz in der Qualifikation
Männer, Seitpferd: 62. Platz in der Qualifikation

- Mónica Mesalles
Frauen, Einzelmehrkampf: 75. Platz in der Qualifikation
Frauen, Mannschaftsmehrkampf: 5. Platz
Frauen, Boden: 18. Platz in der Qualifikation
Frauen, Pferdsprung: 34. Platz in der Qualifikation
Frauen, Schwebebalken: 33. Platz in der Qualifikation

- Patricia Moreno
Frauen, Einzelmehrkampf: 37. Platz in der Qualifikation
Frauen, Mannschaftsmehrkampf: 5. Platz
Frauen, Boden: Bronze 
Frauen, Pferdsprung: 48. Platz in der Qualifikation
Frauen, Stufenbarren: 33. Platz in der Qualifikation
Frauen, Schwebebalken: 79. Platz in der Qualifikation

- Sara Moro
Frauen, Einzelmehrkampf: 84. Platz in der Qualifikation
Frauen, Mannschaftsmehrkampf: 5. Platz
Frauen, Stufenbarren: 26. Platz in der Qualifikation
Frauen, Schwebebalken: 12. Platz in der Qualifikation

### Volleyball (Beach)
- Javier Bosma & Pablo Herrera
Herrenteam: Silber

### Wasserball
- Herrenteam
4. Platz

- Kader
Ángel Luis Andreo
Daniel Ballart
Xavier García
Salvador Gómez
Gabriel Hernández Paz
Gustavo Marcos
Guillermo Molina
Daniel Moro
Iván Moro
Sergi Pedrerol
Iván Pérez
Jesús Miguel Rollán
Javier Sánchez-Toril

### Wasserspringen
- Leyre Eizaguirre
Frauen, Kunstspringen: 24. Platz

- Javier Illana
Männer, Kunstspringen: 19. Platz

- María Dolores Sáez de Ibarra
Frauen, Turmspringen: 20. Platz

- Leire Santos
Frauen, Turmspringen: 29. Platz